# Reformierte Kirche Gampelen

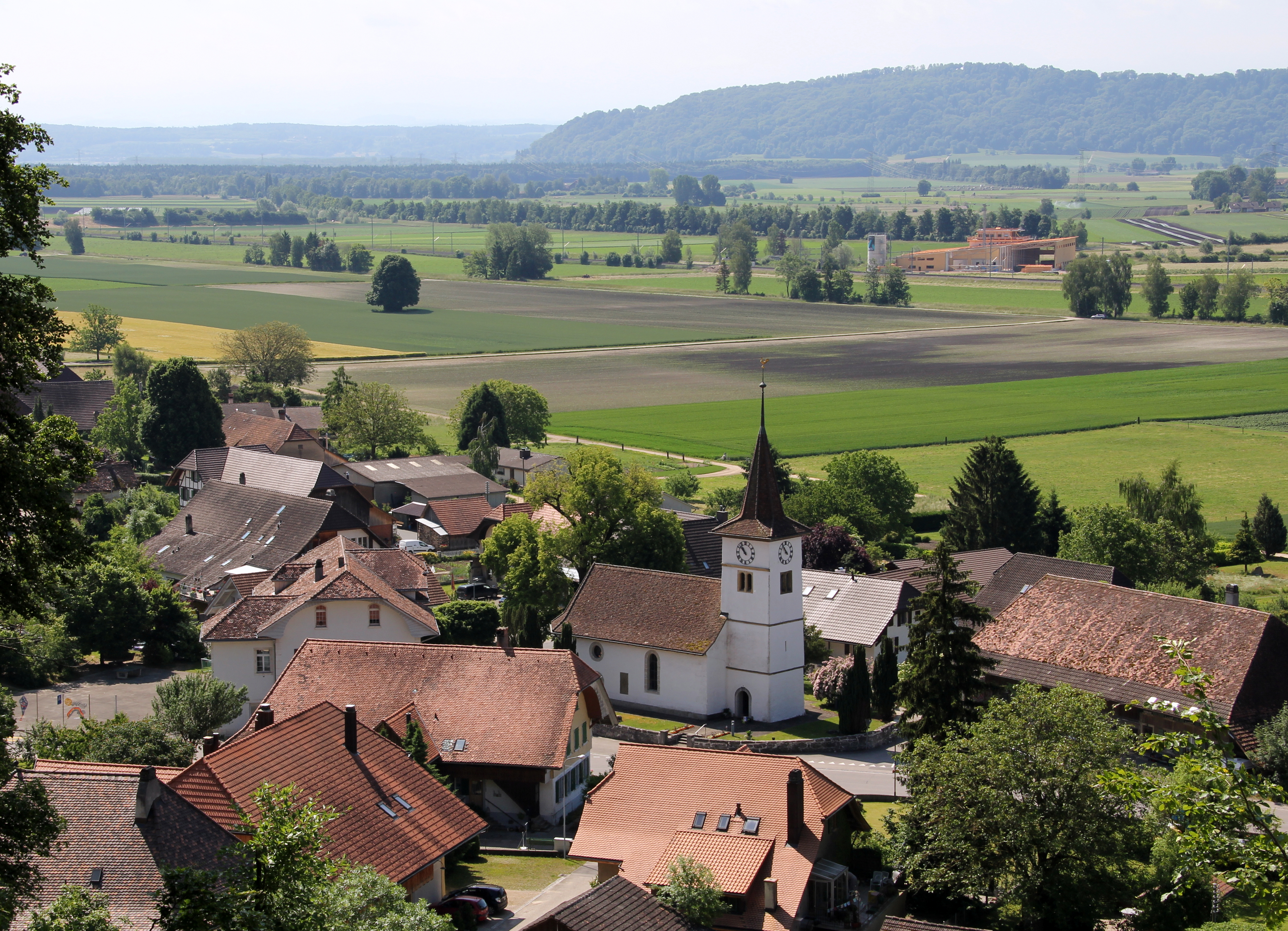
Kirche Gampelen

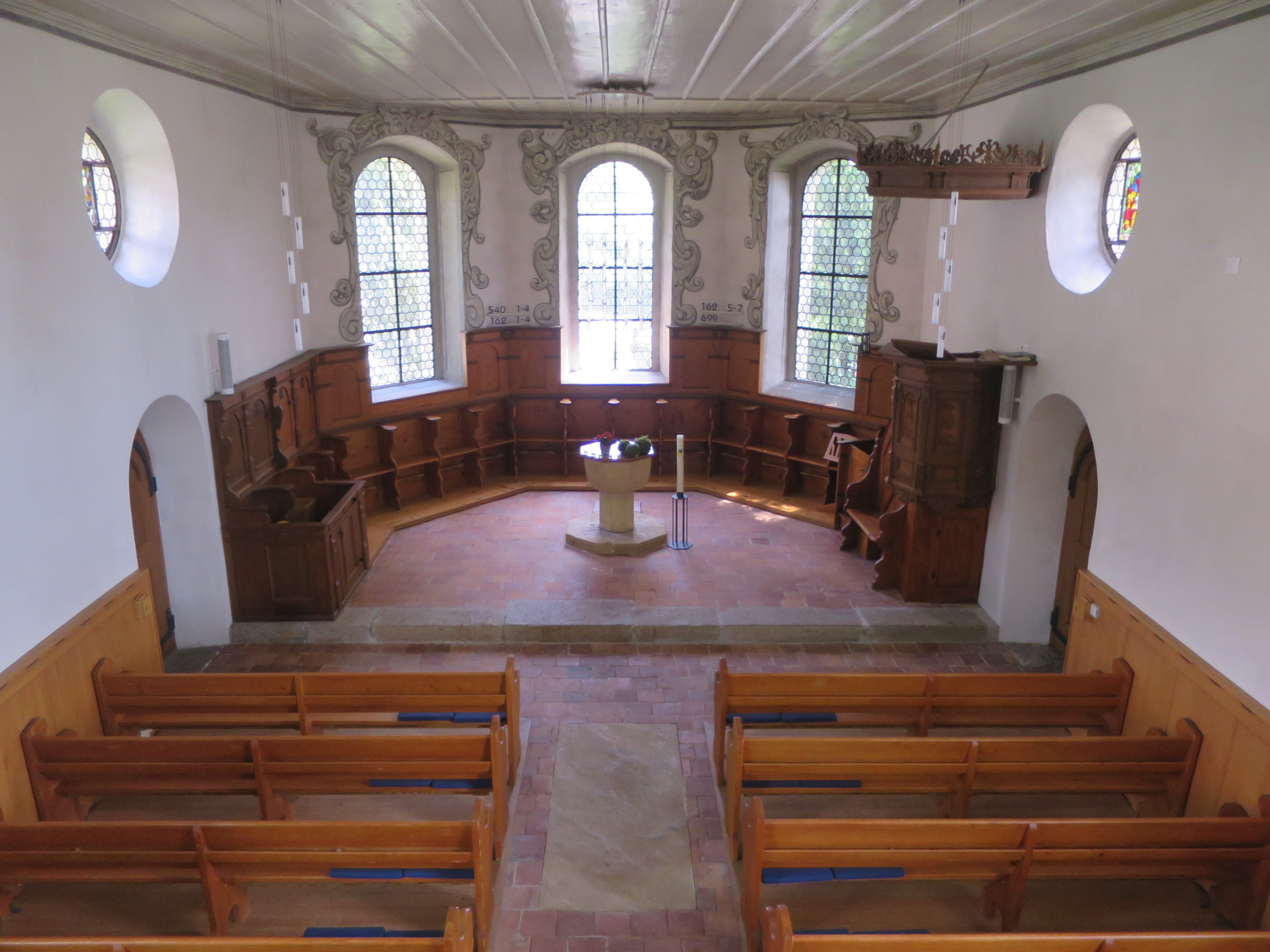
Innenraum

Die Reformierte Kirche Gampelen ist ein Kirchengebäude in der Gemeinde Gampelen im Berner Seeland, Schweiz.

## Geschichte
Die Kirche stand vor der Reformation unter dem Patronat des Heiligen Martin von Tours. 1513 wurde ein Neubau realisiert. Die heutige Kirche wurde 1674–1675 von Abraham Dünz errichtet.

## Beschreibung
Das barocke Gotteshaus ist als Saalkirche mit nicht eingezogenem polygonalen Abschluss angelegt. Zu betreten ist sie über einen Frontturm, der in den 1830er Jahren erhöht wurde. Die Kirche wird durch Rundbogenfenster und Oculi über den Seitenportalen beleuchtet. Bemerkenswert sind die Grisaille-Malereien von 1676 rund um die Fenster, die an Dünz' Kirche von Gränichen erinnern. Auch das Chorgestühl, die Kanzel und der Taufstein stammen aus der Bauzeit und bilden ein bedeutendes Ensemble. Die Empore stammt aus der Vorgängerkirche und wurde 1812 erweitert. 1946–1947 wurden die Fenster im Schiff mit Glasmalereien von Paul Zehnder versehen. 

## Galerie

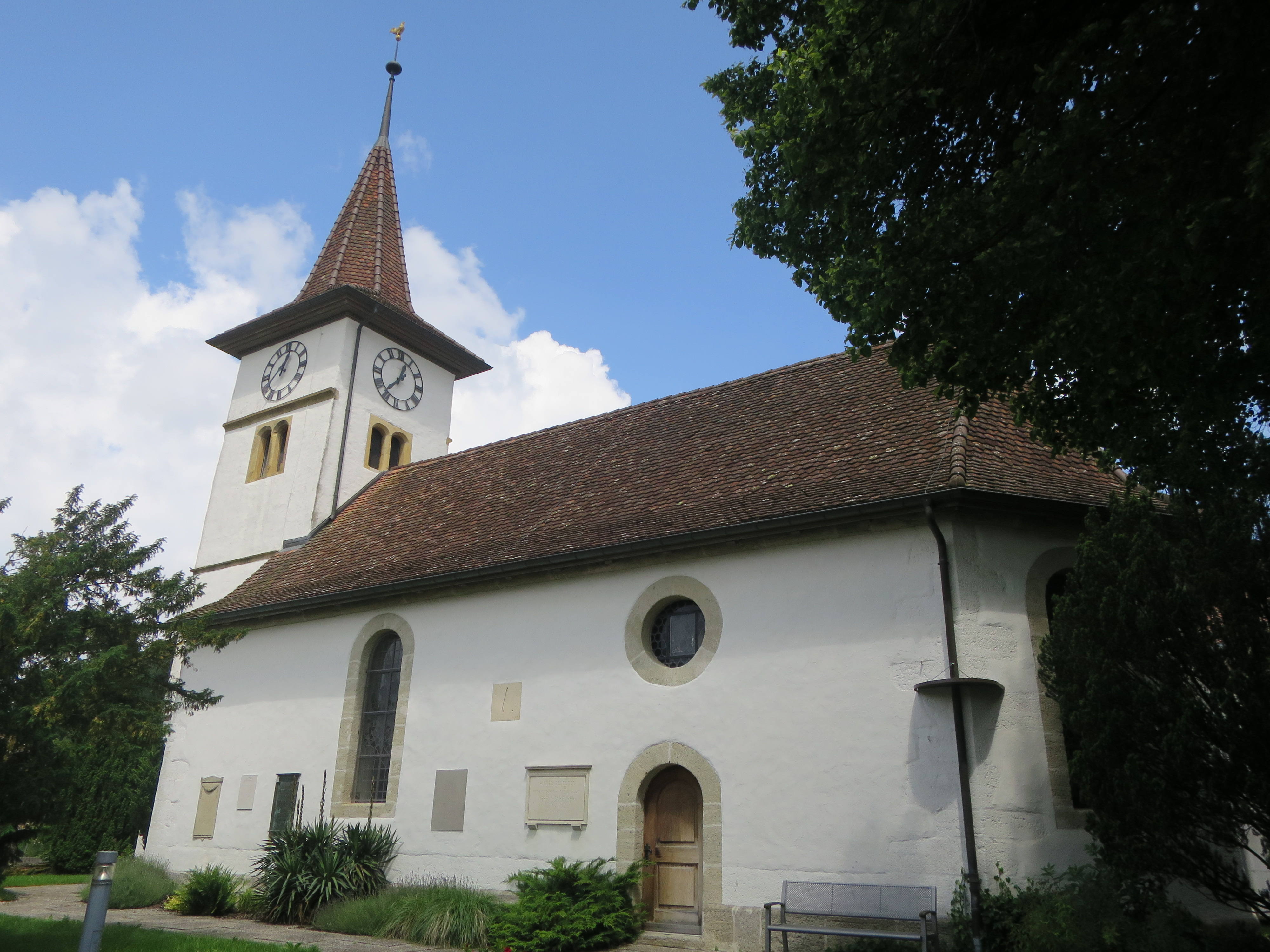
Aussenansicht
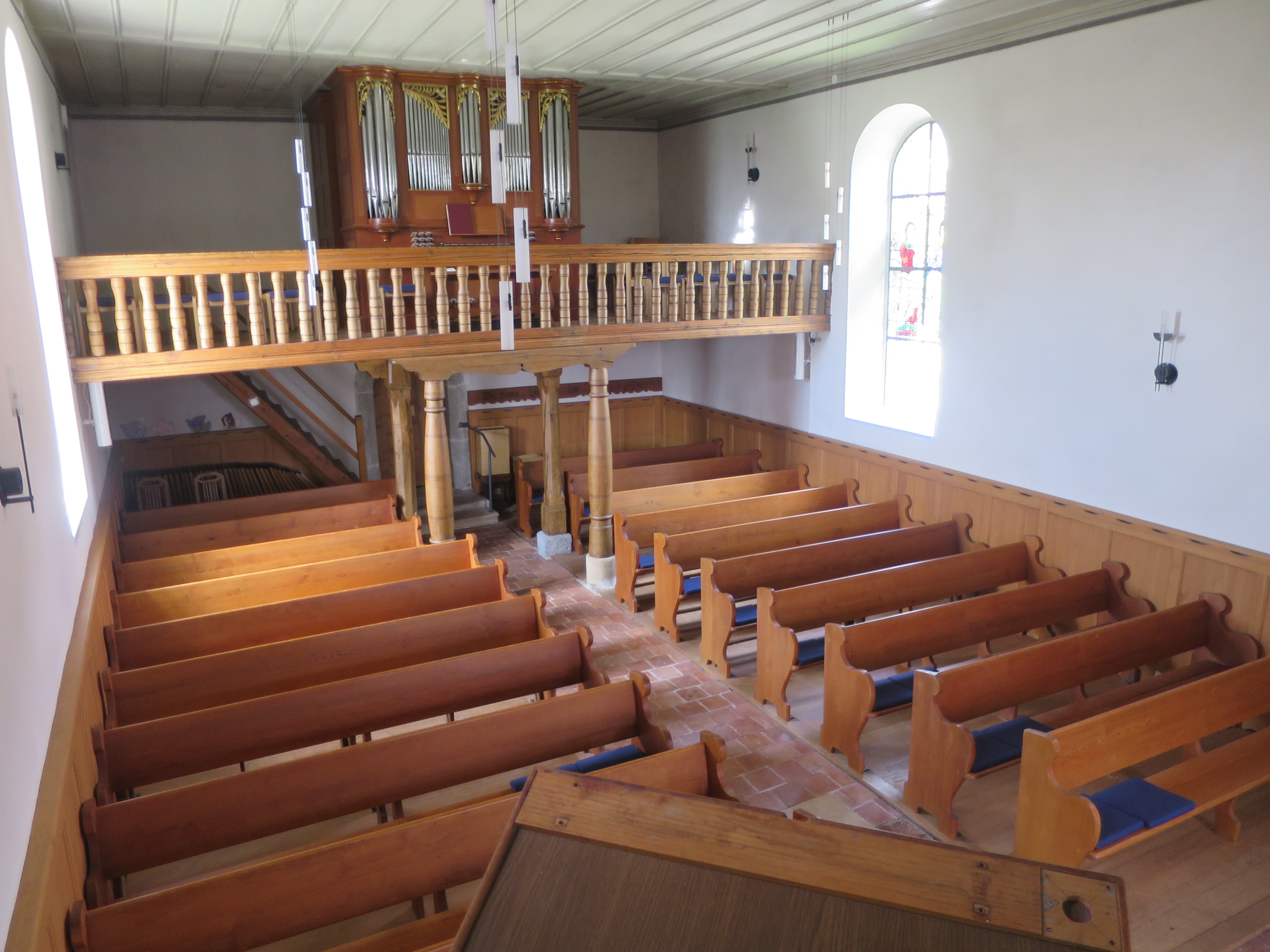
Orgelempore
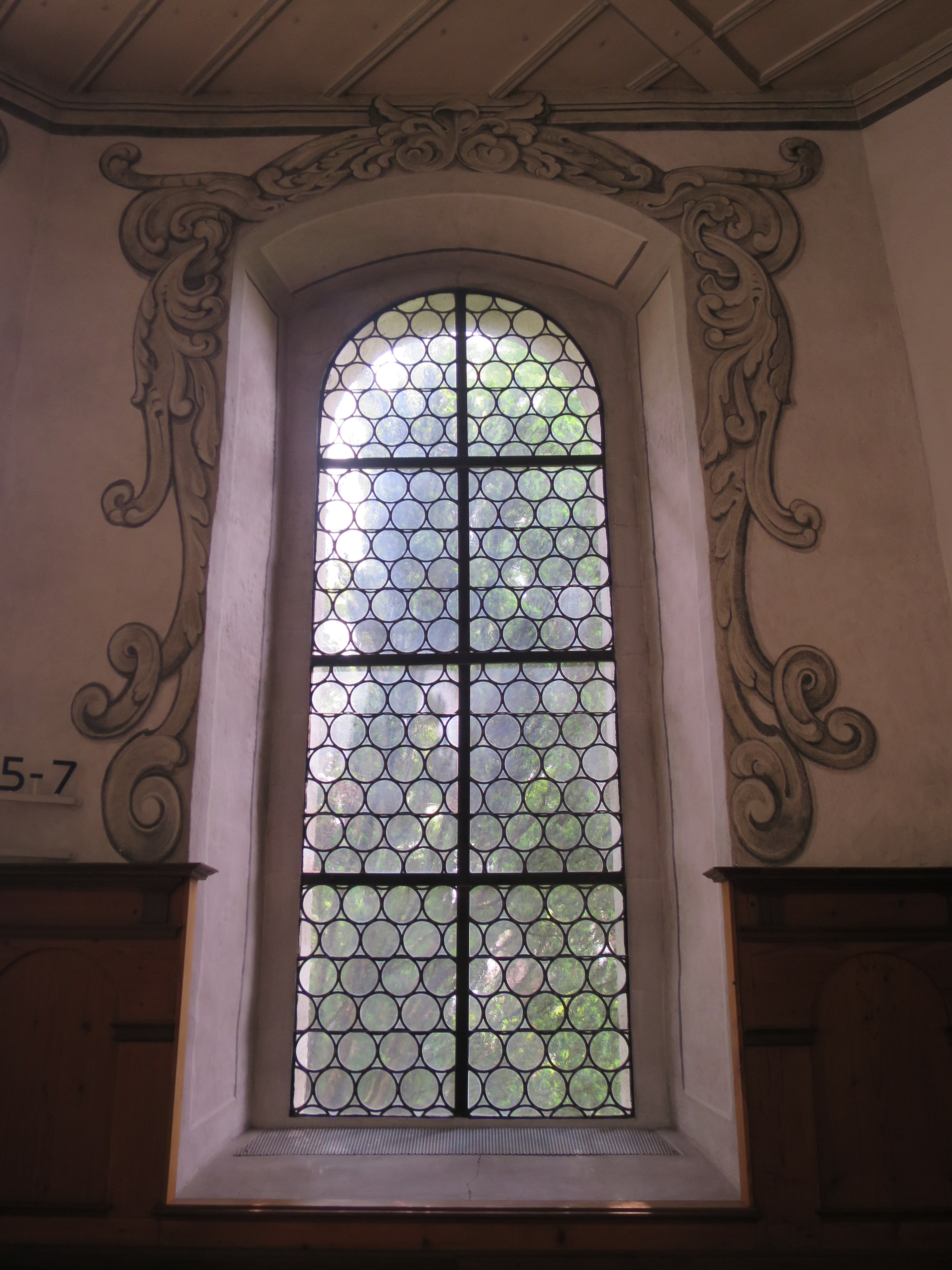
Fenster mit Grisaille-Rahmung